# 得業生
得業生（とくごうしょう）とは、古代の学制で、各学科において一般学生よりも高度な学問・技術の習得を求められた特待生身分のことで、大学寮・典薬寮・陰陽寮に設置された上級のコースである。

## 概要
天平2年（730年）3月、太政官は以下のような奏上を行った。
大学に在籍する学生の中には、年月を経ても学業を学ぶことが浅薄なもの、好学なのに家が貧しくて学資を十分に払えないものもいるので、「望み請はくは性識聡慧（）にして、藝業優長（）なる者、十人以下五人以上の専（）め学問に精（）しきを選び、善き誘（）を加へむことを。仍（）て、夏・冬の服、幷せて食料（）を賜はむ」として、大学寮に明経道4人・文章道2人・明法道2人・算道2人の各得業生が選ばれた。同じ奏上では、諸博士が高齢で老衰してきたことから学業を後進に教授することになり、吉田宜・大津首・難波清成・山口田主・私部石村・志斐三田次らが、時服・食料は大学生に準えて、陰陽・医術にそれぞれ3人、曜・暦に各2人の弟子を取って学ばせるようにと命ぜられている。これにより、陰陽寮に陰陽道・天文道・暦道の各得業生、典薬寮に医得業生が設置されている。
ここで重要なのは、大学の得業生は成績優秀な学生を推挙するためであり、陰陽寮・典薬寮の場合は後継者育成のためと、目的が異なっている。ただし、ともに式部省施行の貢挙に対応するものではなかった。
以後、紀伝得業生、承和12年（845年）以前には大宰府得業生も設置され、一定期間の修学後、試験により修了を認定されて、各道の教官その他の専門の官職に就いた。この間に得業生は式部省の貢挙受験コースと見なされるようになった。延喜13年（913年）には、貢挙受験は得業生を原則とすることになり、「得業生試」と呼ばれ、この試自体が専門の学者になるための過程とされるようになった、という。
文章得業生が室町初期まで存続した以外は平安後期に消滅した。